# Republikon Intézet
A Republikon Intézet egy pártpolitikailag független, liberális értékrendet képviselő budapesti székhelyű politikai elemző és kutatóintézet, amely közéleti és szakpolitikai kérdések kutatásával, elemzésével és véleményezésével foglalkozik. Az intézet célja a liberális szemlélet közéleti megjelenítésének elősegítése, valamint olyan szakmailag megalapozott értelmezések és javaslatok megfogalmazása, amelyek alternatívát kínálnak a leegyszerűsítő vagy szélsőséges nézetekkel szemben. A Republikon nemcsak kutatási és elemzési tevékenységet végez, hanem olyan projekteket is kezdeményez, amelyek hozzájárulnak egy nyitottabb, szabadabb és modernebb magyar társadalom kialakításához.

## Történet és célok
A Republikon Intézet egy budapesti székhelyű, liberális politikai kutatóintézet (think tank), amely a 2000-es évek második felében kezdte meg működését. Az intézet jogilag 2006-ban jött létre Domby-Kincses Mercédesz tulajdonában, és kezdetben jelentős részben az SZDSZ párt alapítványának támogatásából működött (2008-ban például 40 millió forinttal segítették). A 2010-es évek elején a finanszírozási háttér átalakult: 2010-ben létrehozták a Republikon Tudományos, Oktatási és Kulturális Alapítványt – közismert nevén Republikon Alapítványt – amely az intézet fenntartó szervezeteként szolgál. Az intézet deklarált célja „a liberális szemlélet, szellemiség és megközelítés minél hatékonyabb közéleti megjelenésének és megvalósulásának elősegítése”. Ennek megfelelően szakpolitikai kutatásokat, közvélemény-kutatásokat és elemzéseket végez, javaslatokat fogalmaz meg különböző közéleti kérdésekben, valamint projekteket indít a nyitottabb, szabadabb és modernebb magyar társadalom előmozdítására.

## Alapítók és vezetők
Az intézet alapításához és működéséhez több ismert liberális politikus és politológus kötődik. A Republikon Intézet eredeti tulajdonosa Domby-Kincses Mercédesz volt, aki 2011-ben eladta a Republikon Intézet Kft.-t. Az új tulajdonos és stratégiai igazgató Tóth Csaba politológus lett, aki korábban négy évig az SZDSZ pártalapítvány igazgatója is volt. A háttérben létrehozott Republikon Alapítvány kuratóriumi elnöki posztját Horn Gábor tölti be 2010 óta. Horn Gábor korábban az SZDSZ országgyűlési képviselője (1994–2010), kampányfőnöke (2002–2009), valamint 2002–2008 között a Miniszterelnöki Hivatal államtitkára volt. Az intézet jelenlegi szakmai vezetésében kiemelt szerepet visz Virág Andrea, aki stratégiai igazgatóként irányítja a kutatásokat. További meghatározó munkatársak közé tartozik Ranschburg Zoltán vezető elemző, és több fiatal kutató, illetve tanácsadó.

## Politikai és ideológiai irányultság
A Republikon Intézet saját meghatározása szerint pártpolitikailag független, liberális szellemi műhely, amely a közéleti kérdések szakmai elemzésére törekszik. Ideológiailag a klasszikus liberális és progresszív értékek képviseletét vállalja, célja a liberális demokrácia és nyugati orientáció erősítése a magyar közéletben. Az intézet rendszeresen foglalkozik az Európai Unióval, a demokratikus intézményrendszer kérdéseivel és emberi jogi, szabadságjogi témákkal, így a politikai spektrumon középre és balközép irányba sorolható, a nyugatos, európai integráció-párti irányzat részeként. Külső megfigyelők gyakran a rendszerváltás utáni liberális párthoz (SZDSZ) közel álló intézményként hivatkoztak rá, utalva arra, hogy több vezetője az egykori SZDSZ-ből érkezett. Ugyanakkor a Republikon hangsúlyozza függetlenségét a napi pártpolitikától, és elemzéseiben szakmai alapokra támaszkodva kíván alternatívát nyújtani a hazai közbeszéd leegyszerűsítő vagy szélsőséges narratíváival szemben. Az intézet nem titkoltan liberális értékrendet képvisel, és ennek megfelelően számos nemzetközi liberális hálózatban is részt vesz. Például együttműködik az Európai Liberális Fórum (European Liberal Forum) szervezetével konferenciák és projektek keretében, ami szintén jelzi ideológiai elhelyezkedését a liberális-demokrata oldalon.

## Finanszírozás, támogatók és kapcsolatok
A Republikon Intézet és a hozzá tartozó alapítvány finanszírozása vegyes forrásokra támaszkodik. A kezdeti években a működés fő támogatója az SZDSZ pártalapítvány volt, amely jelentős anyagi forrásokat biztosított az intézetnek a 2000-es évek végéig. Miután az SZDSZ 2010-ben kiesett a parlamentből és forrásai elapadtak, az intézet új finanszírozási modellt alakított ki. 2010-ben létrejött a Republikon Alapítvány, amely civil szervezetként hazai és nemzetközi pályázati forrásokat, támogatásokat gyűjt a kutatásokhoz. A magyar kormány által 2017-ben bevezetett, külföldről támogatott civil szervezetekre vonatkozó törvény kapcsán a Republikon nyilvánosan közzétette, hogy uniós pályázati támogatásban részesül, így hivatalosan is „külföldről támogatott szervezetnek” minősül. Konkrétan az Európai Unió különböző programjain keresztül nyert el támogatásokat a működéséhez és projektjeihez. Ezt az intézet angol nyelvű oldalán is egyértelművé teszik: „Republikon is funded by the European Union” – azaz az EU finanszírozza tevékenységük egy részét. A Republikon több nemzetközi partnerszervezettel áll kapcsolatban a liberális értékek mentén. Rendszeres támogatója a német Friedrich Naumann Alapítvány a Szabadságért, amely anyagi hozzájárulással is segít bizonyos kutatásokat vagy rendezvényeket. Emellett a Republikon Intézet a már említett Európai Liberális Fórum tagszervezetei közé tartozik, így európai liberális think-tank hálózat része. Továbbá együttműködik más külföldi intézményekkel és NGO-kkal is; például a Connect Europe Egyesület támogatta egyik kutatásukat az EU és Magyarország viszonyának témájában.
A hazai finanszírozást tekintve az intézet bevételeinek egy része kutatási megbízásokból és projekt-támogatásokból származik. Az utóbbi években több ellenzéki párt és önkormányzat is igénybe vette a Republikon szolgáltatásait: például a Párbeszéd párt több megbízást adott a Republikon Intézetnek elemzések vagy közvélemény-kutatások készítésére, korábban pedig az MSZP is többször szerződést kötött velük hasonló célból. Ezek a megbízások piaci alapon segítik az intézet finanszírozását és egyben jelzik annak beágyazottságát az ellenzéki politikai szférában.
A Republikon Alapítvány nyilvános pénzügyi beszámolói alapján külföldi támogatásokban is részesül a szervezet. 2023-ban jelentős összegű támogatást kaptak a Nyílt Társadalom Alapítványokhoz (Soros György alapítványaihoz) köthető forrásokból is. A Magyar Nemzet által ismertetett adatok szerint 2023 folyamán a Republikon Intézetet működtető szervezet két részletben összesen mintegy 94 ezer dollárnyi vissza nem térítendő támogatást nyert el az Open Society Foundations két programjától. Az egyik támogatás Magyar Bálint és Madlovics Bálint „Az új posztkommunista rezsimek anatómiája” című könyvének orosz nyelvű terjesztését segítette, a másik pedig egy magyarországi helyi civil részvételt vizsgáló kutatási programot finanszírozott. Mindez rámutat, hogy a Republikon Alapítvány nemzetközi adományok kedvezményezettje, különösen olyan forrásoké, amelyek a liberális demokrácia erősítését és a civil társadalom fejlesztését célozzák.

## Szerepe a magyar közéletben
A Republikon Intézet az elmúlt évtizedben a magyar közélet és politikai diskurzus ismert és aktív szereplőjévé vált. Közvélemény-kutatásai és pártprefencia-felmérései rendszeresen megjelennek a sajtóban és a nyilvánosság előtt, gyakran hivatkozási alapot biztosítva politikai elemzésekhez. Számos országos médium – köztük a független sajtóorgánumok – ismertetik a Republikon legfrissebb kutatásainak eredményeit. E kutatások nyomán a Republikon gyakran felhívja a figyelmet a társadalmi-politikai trendekre, legyen szó az ellenzéki pártok támogatottságának változásáról, a kormánypárt és az ellenzék erőviszonyairól vagy éppen a lakosság EU-párti illetve EU-szkeptikus attitűdjeiről. Az intézet szakértői gyakran szerepelnek a médiában és nyilvános fórumokon. Horn Gábor, az alapítvány elnöke rendszeresen nyilatkozik politikai témákban (pl. interjúkban a Klubrádióban vagy az ATV műsoraiban), elemzőik pedig (mint Virág Andrea vagy Ranschburg Zoltán) gyakran adnak háttérelemzéseket a sajtónak aktuális közéleti kérdésekről. Ezzel a Republikon hozzájárul a közpolitikai vitákhoz és az ellenzéki közeg szakmai támogatásához.
A Republikon Intézet konferenciák és kerekasztal-beszélgetések szervezésével is részt vesz a közéleti eszmecserében. Ilyen rendezvényein magyar és külföldi szakértők vitatnak meg aktuális kérdéseket – például gazdaságpolitikai dilemmákat vagy EU-s témákat – liberális szemszögből. Az intézet publikációkat jelentet meg (saját kiadványok, blogcikkek, podcastok formájában is) a közpolitika különböző területein, és ezzel igyekszik szakmai alapokon formálni a közvéleményt. A Republikon NextGen program keretében fiatal kutatók bevonását és képzését is végzi, utódkutatók generációját nevelve ki a liberális értékek mentén. Összességében a Republikon Intézet szerepe a magyar közéletben egy független agytrösztéhez hasonló: elemzéseivel és rendezvényeivel alternatívát kínál a kormányközeli narratívákkal szemben, és szakpolitikai javaslatokkal látja el az ellenzéki-politikai közösséget és a nyilvánosságot.

## Kritikák és viták
Működése során a Republikon Intézet számos kritika és vita kereszttüzébe került, főként politikai megosztottság mentén. Politikai természetű bírálatok elsősorban a kormányoldalhoz köthető szereplőktől érkeznek. A jobboldali sajtó és kormányközeli elemzők gyakran azzal vádolják a Republikon Intézetet, hogy nem független, hanem „balliberális” kötődésű és politikailag elfogult eredményeket közöl. Például a kormánybarát Magyar Nemzet és az ahhoz tartozó regionális lapok szerint „az egykori SZDSZ-es Horn Gábor-féle Republikon” tudatosan az ellenzéki narratívát támogatja, és „Soros Györgyhöz és Brüsszelhez” lojális. E vélemények szerint a Republikon külföldi finanszírozása – különösen a Nyílt Társadalom Alapítványoktól kapott támogatások – összeférhetetlenséget jelent, és az intézet „Soros és az EU érdekeit szolgálja ki” a kutatásaival. Az ilyen állítások részben arra alapoznak, hogy a Republikon valóban részesült EU-s és Soros-alapítványi forrásokban, amit a kormánypárti narratíva politikai befolyásként értelmez.
Szakmai kritikák is érik időnként az intézetet, főként a közvélemény-kutatások pontosságával kapcsolatban. A 2022-es országgyűlési választások után több elemzés rámutatott, hogy az ellenzékhez kötődő kutatóintézetek (köztük a Republikon) mérései szisztematikusan felülbecsülték az ellenzéki pártok támogatottságát és alulbecsülték a Fidesz népszerűségét. Egy ellenőrző elemzés szerint az akkori közvélemény-kutatások átlagosan ~9 százalékponttal mutatták erősebbnek az ellenzéket a valós eredményhez képest, míg a Fidesz-KDNP támogatottságát átlag 4 ponttal alul mérték. Ez a jelentős eltérés utólagosan kritikákhoz vezetett a mérések módszertanát illetően, megkérdőjelezve bizonyos felmérések hitelességét. A kormányközeli Alapjogokért Központ elemzője például nyilvánosan azt állította, hogy az ellenzéki kötődésű kutatók „tudatosan manipulálják” a közvéleményt azzal, hogy fej-fej melletti állást vagy ellenzéki előnyt mutatnak ki, ezzel szándékosan befolyásolva a bizonytalan ellenzéki szavazókat. Konkrétan kifogásolták, hogy a Republikon 2025 elején közzétett egy felmérést, amelyben a (feltörekvő ellenzéki erőt jelképező) Tisztelet és Szabadság Párt támogatottsága 7 százalékpontos előnnyel vezetett a kormánypártok előtt. Miközben maga Horn Gábor is nyilatkozott arról, hogy kételyei vannak az efféle tartós ellenzéki előny létezését illetően, a Republikon mégis publikált ilyen eredményt – ezt a kritikusok ellentmondásként értékelték, felvetve a gyanút, hogy a kutatóintézet is „szemfényvesztésben” vesz részt.
Az intézet vezetői és munkatársai visszautasítják a politikai motivációjú vádakat, hangsúlyozva, hogy tevékenységük szakmai alapú és transzparens. Rámutatnak, hogy a finanszírozási forrásaikat nyilvánosan bevallják (akár a külföldi támogatásokat is), és szakmai standardok szerint végzik a kutatásokat. Ugyanakkor a Republikon sem kerülte el a vitákat: a nyilvánosságban rendszeresen összevetik a kormányközeli kutatóintézetek (mint a Nézőpont Intézet vagy Századvég) eredményeivel, és ezek eltérései rendre politikai polémiát váltanak ki. Például amikor a Republikon egy felmérése azt mutatta ki, hogy a magyarok relatív többsége támogatná Ukrajna EU-csatlakozását, míg a kormánypárti intézetek ennek ellenkezőjét mérték, a Nézőpont Intézet vezetője azzal vádolta a Republikont, hogy „mindent elkövettek, hogy az ukrán csatlakozás szempontjából kedvező szám jöjjön ki”, utalva arra, hogy szerintük a kérdés megfogalmazása manipulatív volt. Az ilyen szakmai viták részben a kérdezéstechnika és a mérési metodológia feletti nézeteltérésekből fakadnak, de a politikai megosztottság miatt gyakran a média is politikai színezetű konfliktusként tálalja őket.
Összességében a Republikon Intézetet érő kritikák két fő irányból érkeznek: az egyik a kormányzati oldal, amely az intézet pártatlanságát vonja kétségbe és külföldi (Soros-, EU-) befolyást emleget; a másik pedig a szakmai közeg egy része, amely a közvélemény-kutatások megbízhatóságát vitatja. Mindeközben a Republikon továbbra is aktív a nyilvánosságban, és számos ellenzéki vagy független szereplő számára fontos hivatkozási pont marad, így a róla szóló viták is a magyar politikai küzdőtér részévé váltak.

## Külső hivatkozások
- A Republikon Intézet hivatalos honlapja
- A Republikon Intézet hivatalos Facebook oldala